# Ryegate, Montana
Ryegate är administrativ huvudort i Golden Valley County i Montana. Ryegate fick sin början med järnvägen som kom till området år 1910. Järnvägslinjen gick via Ryegate fram till år 1980.